# Окамвил (Горња Гарона)
Окамвил (фр. Aucamville) насеље је и општина у јужној Француској у региону Миди Пирене, у департману Горња Гарона која припада префектури Тулуз.
По подацима из 2011. године у општини је живело 8085 становника, а густина насељености је износила 2041,67 становника/km². Општина се простире на површини од 3,96 km². Налази се на средњој надморској висини од 128 метара (максималној 135 m, а минималној 125 m).

## Демографија
| 1968. | 1975. | 1990. | 1999. | 2004. | 2011. |
| ----- | ----- | ----- | ----- | ----- | ----- |
| 1.462 | 2.541 | 3.807 | 5.533 | 6.976 | 8.085 |

График промене броја становника у току последњих година